# Gobiidae
De Gobiidae (grondels) vormen een familie van vissen uit de orde van baarsachtigen (Perciformes).
Het is een van de grootste vissenfamilies, met meer dan 2000 soorten in meer dan 200 geslachten. De meeste vissen zijn relatief klein, gewoonlijk kleiner dan 10 cm in lengte. Onder de grondels bevinden zich sommige van de kleinste gewervelden ter wereld, zoals soorten uit het geslacht Trimmaton en Pandaka, die als volwassen exemplaar kleiner dan 1 cm blijven. De grotere soorten kunnen echter lengtes bereiken tot meer dan 30 cm, maar dit zijn uitzonderingen.
Hoewel enkele belangrijk zijn voor de menselijke consumptie zijn ze voornamelijk belangrijk als prooidieren voor de commercieel belangrijkere vissen als de kabeljauwen, schelvissen, zeebaarzen en platvissen. Enkele soorten worden ook in aquaria gehouden.
Het onderscheidende kenmerk van de morfologie van vissen uit de familie zijn de samengevoegde buikvinnen die een schijfvormige zuignap vormen. Met deze zuigschijf zetten ze zich vast aan rotsen en koraalriffen en in aquaria zullen ze zich vastzuigen aan de glazen wand van de bak.
Ze leven voornamelijk in ondiep zeewater, maar ook in brak water, mondingen van rivieren en mangrove moerassen worden ze vaak aangetroffen. Een klein aantal soorten (naar schatting een kleine honderd) is ook aangepast naar zoetwateromgevingen, zoals Gobioides broussonnetii, Rhinogobius rhinogobius, Chlamydogobius eremius en Padogobius bonelli.

## Symbiose
Grondels leven soms in symbiose met andere soorten. Sommige soorten met garnalen, waarbij de garnaal een hol in de bodem graaft waar beide dieren leven. De garnaal heeft een slecht zicht, maar maakt gebruik van zijn antennes om de omgeving in de gaten te houden, terwijl de grondelsoort de garnaal met zijn staart aantikt wanneer er gevaar dreigt. Beide soorten hebben voordeel bij deze relatie, waarbij de garnaal gewaarschuwd wordt bij gevaar en de vis een veilig onderkomen en plaats om eieren te leggen.
Een ander voorbeeld van symbiose is de Gobiosoma gobiosoma, die parasieten van de huid, vinnen, bek en kieuwen van enkele grotere soorten vis verwijdert. Deze grotere vissen zouden de kleinere soort normaal als prooi zien, maar zal deze vis met rust laten vanwege de gezondheidsvoordelen na het verwijderen van de parasieten.

## Aquaria
Enkele soorten worden in aquaria gehouden.
Soorten van het geslacht Brachygobius worden het meest verhandeld, omdat het kleine, kleurrijke en makkelijk te houden vissen zijn. Ze hebben tropisch, hard en alkalisch zoet of licht brak water nodig als omgeving. Het zijn normaliter vredelievende vissen ten opzichte van de andere dieren in het aquarium, hoewel ze onderling territoriaal gedrag kunnen vertonen. Omdat het kleine vissen zijn en ze meestal geen andere vissen eten, zijn het goede vissen om te houden bij andere soorten. Het grootste probleem is de voeding, omdat ze meestal levend of bevroren voedsel verkiezen boven gedroogde vlokken. Daarnaast zijn ze niet goed in de competitie om voedsel met andere soorten zoals cichliden.

## Taxonomie
Zie Lijst van geslachten van de grondels voor een complete lijst van de meer dan 200 geslachten van de grondels.

## In Nederland waargenomen soorten
- Genus: Aphia
  - Aphia minuta - (Glasgrondel)
- Genus: Babka
  - Babka gymnotrachelus - (Naakthalsgrondel)
- Genus: Crystallogobius
  - Crystallogobius linearis - (Kristalgrondel)
- Genus: Gobiosoma
  - Gobiosoma bosc - (Naakte Grondel)
- Genus: Gobius
  - Gobius niger - (Zwarte grondel)
  - Gobius paganellus - (Paganelgrondel)
- Genus: Gobiusculus
  - Gobiusculus flavescens - (Blonde grondel)
- Genus: Knipowitschia
  - Knipowitschia caucasica - (Kaukasische dwerggrondel)
- Genus: Neogobius
  - Neogobius fluviatilis - (Pontische stroomgrondel)
  - Neogobius kessleri - (Kesslers grondel)
  - Neogobius melanostomus - (Zwartbekgrondel)
- Genus: Pomatoschistus
  - Pomatoschistus lozanoi - (Lozano's grondel)
  - Pomatoschistus microps - (Brakwatergrondel)
  - Pomatoschistus minutus - (Dikkopje)
  - Pomatoschistus norvegicus - (Noorse grondel)
  - Pomatoschistus pictus - (Kleurige grondel)
- Genus: Proterorhinus
  - Proterorhinus semilunaris - (Marmergrondel)
- Genus: Thorogobius
  - Thorogobius ephippiatus - (Luipaardgrondel)
- Genus: Tridentiger
  - Tridentiger barbatus - (Aziatische baardgrondel)
  - Tridentiger bifasciatus - (Shimofurigrondel)